# Koncert U2 u Sarajevu
Koncert U2 u Sarajevu dogodio se 23. rujna 1997. kada je irski rock sastav U2 nastupio na stadionu Koševo u Sarajevu, u Bosni i Hercegovini, u sklopu PopMart turneje. Oni su bili prvi veliki glazbenici, koji su održali koncert u gradu nakon završetka rata u Bosni i Hercegovini 1995. Otprilike 45,000 ljudi nazočilo je koncertu.
Sastav se prvi put povezao sa Sarajevom 1993. na njihovoj „Zoo TV” turneji; nakon što im se obratio humanitarni radnik Bill Carter kako bi skrenuo pozornost na opsadu Sarajeva, U2 je vodio noćne satelitske prijenose sa Sarajevom tijekom svojih nastupa. Te su veze bile predmet kritika novinara zbog miješanja zabave s ljudskom tragedijom. Iako je zbog rata u to vrijeme, U2 bilo nepraktično posjetiti Sarajevo, obećali su da će s vremenom održati koncert u gradu. Nakon završetka sukoba u studenom 1995. godine, dogovorili su posjet Sarajevu, a uz pomoć veleposlanika Ujedinjenih naroda i mirovnih snaga zakazali su i odsvirali koncert 1997. godine.
U2 je ponudio održati humanitarni koncert ili mali nastup u Sarajevu, ali je zatraženo od njih, da održe cijeli koncert, kakve su inače imali za vrijeme PopMart turneje. Nastup je stoga imao ekstravagantnu pozornicu, a sastav je svirao listu pjesama tipičnu za ovu turneju. Koncert je okupio ljude različitih nacionalnosti koji su se prethodno sukobili tijekom rata, a promet vlakom privremeno je nastavljen kako bi se omogućilo posjetiteljima koncerta da dođu. 
Među odsviranim pjesmama bila je i "Miss Sarajevo", koju su napisali U2 i Brian Eno o izboru ljepote održanom tijekom rata. Iako je U2 bio nezadovoljan svojim nastupom, a glavni vokal Bono imao problema s glasom, koncert je dobro primljen i zaslužan je za poboljšanje morala među stanovnicima Bosne i Hercegovine. Članovi U2-a nastup smatraju jednim od trenutaka na koji su najviše najponosniji. Koncert je bio hvaljen od strane stanovnika Bosne i Hercegovine.